# Kanibal z Rotenburga (film)
Kanibal z Rotenburga (ang. Grimm Love; niem. Rohtenburg) – amerykańsko-niemiecki thriller z 2006 roku w reżyserii Martina Weisza. Scenariusz oparty został na autentycznej historii kanibala Armina Meiwesa. Zdjęcia kręcono w Wuppertalu.

## Fabuła
Młoda Amerykanka Katie Armstrong pisze w Niemczech pracę magisterską na temat przypadku mordercy Olivera Hartwina. Hartwin zostawił wiadomość w Internecie, że poszukuje osoby, która pozwoliłaby się zjeść żywcem. Na anons odpowiedział młody homoseksualista Simon Grombek, który po wspólnie spędzonej nocy pozwolił się zamordować.
Dziewczyna, badając sprawę, angażuje się coraz mocniej w historię życia kanibala, a dotarcie do przyczyn zachowań Hartwiga i Grombeka, zrozumienie relacji kata i ofiary staje się jej obsesją. Gubi się we własnych emocjach.

## Obsada
- Thomas Kretschmann – Oliver Hartwin
- Axel Wedekind – Domino
- Nikolai Kinski – Otto Hauser
- Thomas Huber – Simon Grombek
- Keri Russell – Katie Armstrong
- Marcus Lucas – Felix Schneider
- Alexander Martschewski – Rudy
- Angelika Bartsch – Viktoria
- Nils Dommning – Karl
- Rainier Meissner – Junger Oliver
- Pascal Andres – młody Simon
- Horst Scheel – prof. Zech
- Sybille J. Schedwill – pani Schinder
- Jörg Reimers – tato Olivera
- Valerie Niehaus – Margit

## Proces
- Rozpowszechnianie filmu zostało przejściowo zakazane w Niemczech po tym, jak oskarżony Armin Meiwes wystąpił do sądu z pozwem przeciw producentom o bezprawne wykorzystanie wizerunku i biografii. 26 maja 2009 sąd federalny zniósł ten zakaz, uznając, że w tym przypadku wolność artystyczna jest ważniejsza niż prawa osobiste.